# Lista chorążych reprezentacji Palau na igrzyskach olimpijskich
Lista chorążych reprezentacji Palau na igrzyskach olimpijskich – lista zawodników i zawodniczek reprezentacji Palau, którzy podczas ceremonii otwarcia nowożytnych igrzysk olimpijskich nieśli flagę Palau.

## Chronologiczna lista chorążych
| Lp. | Rok i miejsce        | Chorąży                  | Dyscyplina           |
| --- | -------------------- | ------------------------ | -------------------- |
| 1   | 2000, Sydney         | Valerie Pedro            | Podnoszenie ciężarów |
| 2   | 2004, Ateny          | John Tarkong Jr          | Zapasy               |
| 3   | 2008, Pekin          | Elgin Elvais             | Zapasy               |
| 4   | 2012, Londyn         | Rodman Teltull           | Lekkoatletyka        |
| 5   | 2016, Rio de Janeiro | Florian Skilang Temengil | Zapasy               |
| 6   | 2020, Tokio          | Osisang Chilton          | Pływanie             |
| 6   | 2020, Tokio          | Adrian Ililau            | Lekkoatletyka        |